# Centrum Badania Lotu imienia Neila A. Armstronga

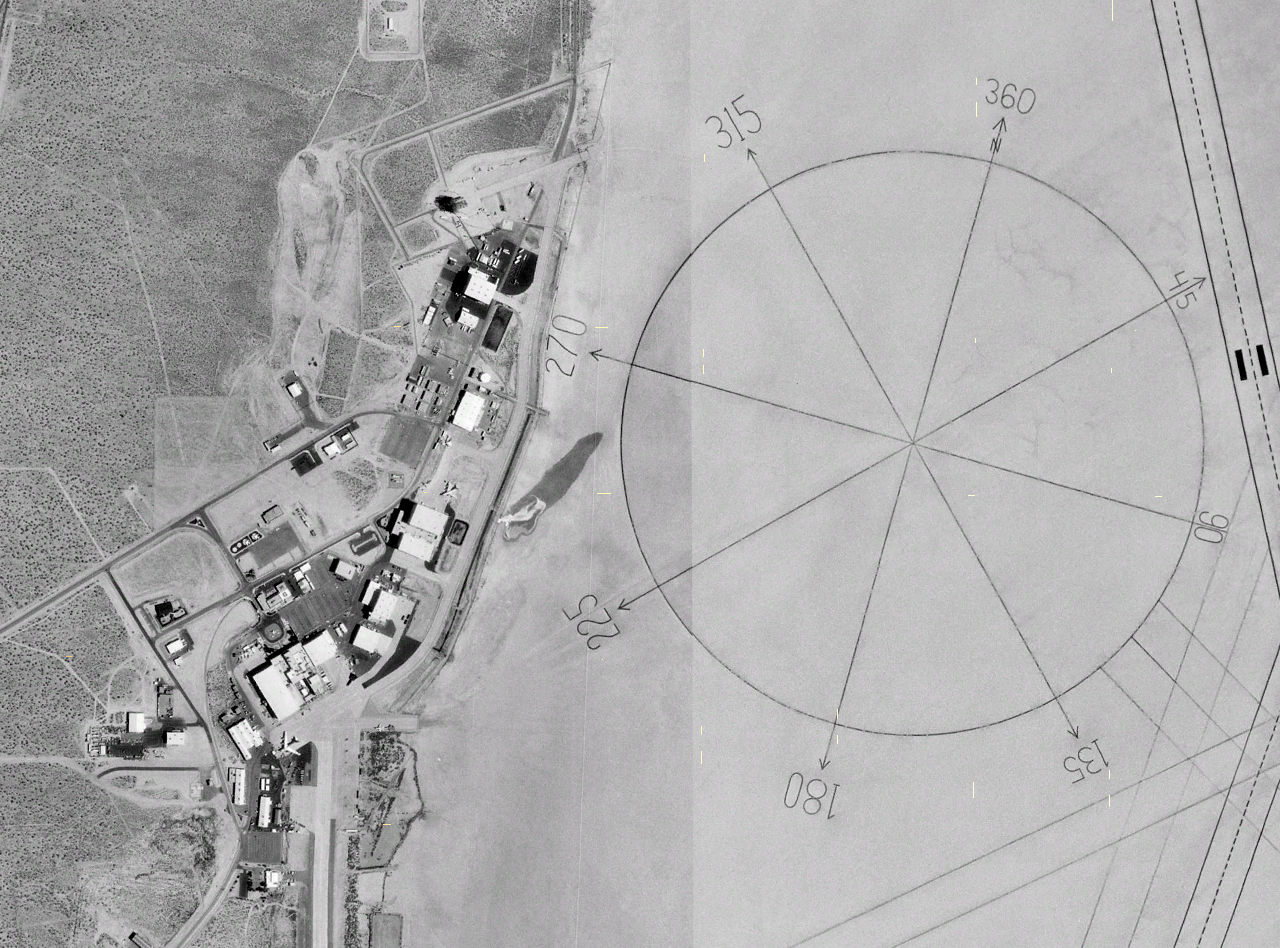
Ośrodek Armstronga widziany z góry

Centrum Badania Lotu imienia Neila A. Armstronga (ang. Neil A. Armstrong Flight Research Center) – jedno z centrów badawczych amerykańskiej agencji kosmicznej NASA. Położony na terenie bazy sił powietrznych w Edwards.
Ośrodek jest główną placówką badawczą NASA w zakresie badań aeronautycznych. Konstruuje się tu i oblatuje unikatowe konstrukcje lotnicze.

## Nazwa ośrodka
Przed powstaniem NASA, ośrodek należał do NACA i nosił nazwę Muroc Flight Test Unit. Od roku 1949 był znany pod nazwą High-Speed Flight Research Station, a od 1954, High-Speed Flight Station. 26 marca 1976 nadano mu nazwę Hugh L. Drydena, inżyniera aeronautyki i zastępcy szefa NASA. 11 stycznia 2014 na 113. posiedzeniu Kongresu zmieniono nazwę ośrodka ustawą H. R. 667 na Neil A. Armstrong Flight Research Center. Neil Armstrong jako pierwszy człowiek stanął na powierzchni Księżyca, a wcześniej przez wiele lat był pilotem-oblatywaczem w ośrodku im. Drydena. Imieniem Drydena nazwano za to West Aeronautical Test Range.

## Udział w lotach załogowych
Ośrodek dysponował samolotem Shuttle Carrier Aircraft (SCA), który służył do przewożenia wahadłowców do Centrum Kosmicznego imienia Johna F. Kennedy’ego, w razie lądowania w bazie lotniczej Edwards.